# Ружин, Владимир Михайлович
Владимир Михайлович Ружин (1919—1946) — старший лейтенант Советской Армии, участник Великой Отечественной войны, Герой Советского Союза (1945).

## Биография
Владимир Ружин родился 28 июля 1919 года в селе Хлыстуновка (ныне — Городищенский район Черкасской области Украины). После окончания восьми классов школы работал киномехаником. В 1938 году Ружин был призван на службу в Рабоче-крестьянскую Красную Армию. В 1941 году он окончил Ворошиловградскую военную авиационную школу пилотов. С сентября того же года — на фронтах Великой Отечественной войны.
К январю 1945 года старший лейтенант Владимир Ружин был заместителем командира эскадрильи 367-го бомбардировочного авиаполка 188-й бомбардировочной авиадивизии 15-й воздушной армии 2-го Прибалтийского фронта. К тому времени он совершил 202 боевых вылета на бомбардировку скоплений боевой техники и живой силы противника, нанеся ему большие потери.
Указом Президиума Верховного Совета СССР от 18 августа 1945 года за «образцовое выполнение заданий командования и проявленные при этом мужество и героизм» старший лейтенант Владимир Ружин был удостоен высокого звания Героя Советского Союза с вручением ордена Ленина и медали «Золотая Звезда» за номером 8600.
После окончания войны Ружин продолжил службу в Советской Армии. Трагически погиб в авиакатастрофе 26 июля 1946 года, похоронен в грузинском городе Болниси.
Был также награждён двумя орденами Красного Знамени, орденом Красной Звезды и рядом медалей.
В честь Ружина названа улица в Хлыстуновке.